# Georg Blank (Widerstandskämpfer)
Georg Blank (* 19. Juni 1888 in Berlin; † 12. Juli 1944 in München) war Politiker und Widerstandskämpfer gegen das NS-Regime.

## Leben
Blank war politisch in der SPD aktiv. Während der Zeit des Dritten Reiches organisierte er illegale antifaschistische Aktionen in Berlin. Von der Gestapo verhaftet, wurde er nach Bayern transportiert, wo er 1944 in einem SS-Gefängnis in München ums Leben kam.
Im Berliner Stadtteil Prenzlauer Berg ist eine Straße nach ihm benannt.